# Distretto di Aslanapa
Il distretto di Aslanapa (in turco Aslanapa ilçesi) è uno dei distretti della provincia di Kütahya, in Turchia.